# Roquefort-les-Cascades
 Roquefort-les-Cascades  es una población y comuna francesa, en la región de Mediodía-Pirineos, departamento de Ariège, en el distrito de Foix y cantón de Lavelanet.

## Demografía
| 125 | 115 | 99 | 105 | 114 | 107 |
| Para los censos de 1962 a 1999 la población legal corresponde a la población sin duplicidades (Fuente: INSEE [Consultar]) |     |    |     |     |     |